# Parnassius apollonius
Parnassius apollonius là một loài bướm trong chi Parnassius, họ Papilionidae. Nó được tìm thấy ở Trung và Nam Kazakhstan, nam Altai, Saur, Tarbagatai, Dzhungarsky Alatau, Tian-Shan, Ghissar-Darvaz, Pamirs-Alai và tây Trung Quốc.
Loài này phân bố ở độ cao 500 m đến 3,000 m. Con trưởng thành bay trên các sườn núi không vào tháng 5-7 tùy theo độ cao.
Thực vật chủ của ấu trùng gồm Pseudosedum, và Rosularia spp.

## Phân loài
Có rất nhiều phân loài gồm

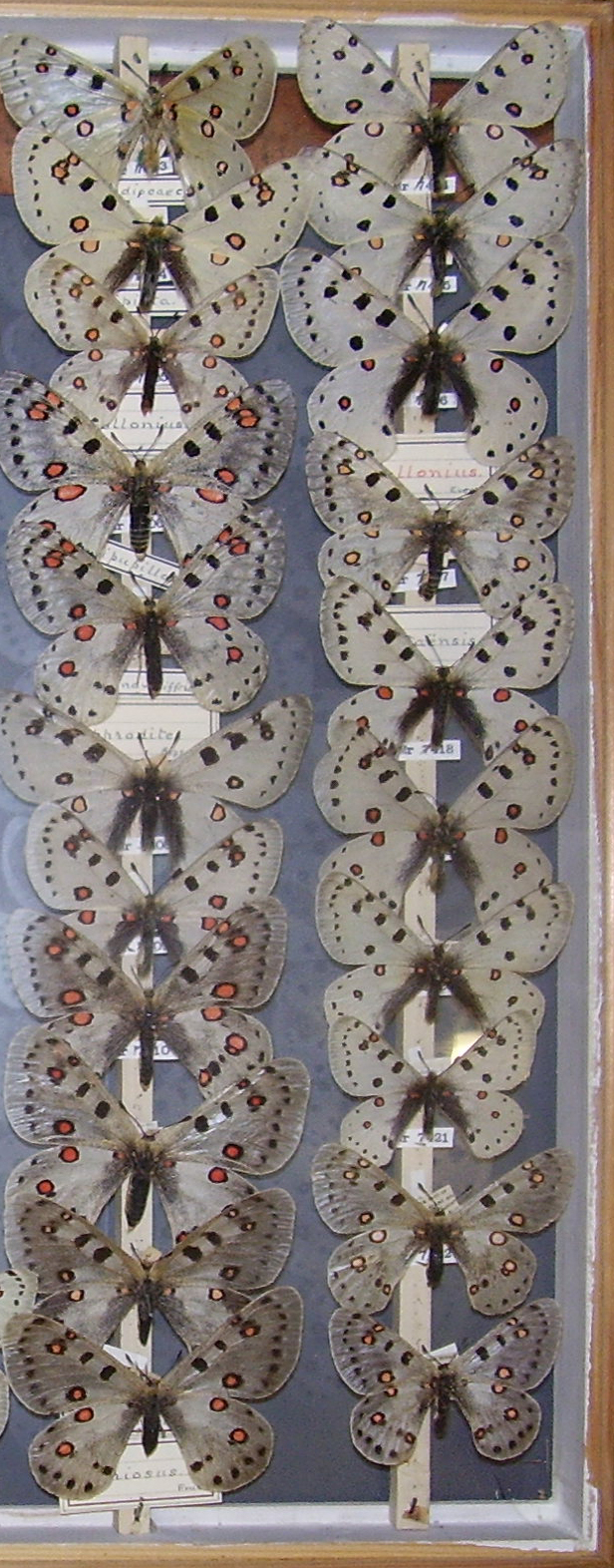
Museum specimens of Parnassius apollinus

- poseidon Bryk et Eisner, 1934 (Region: W. Tian-Shan)
- glaucopis Bryk et Eisner, 1934 (Region: S. Kazakhstan)
- gloriosus Fruhstorfer, 1904 (Region: N. Tian-Shan)
- narynus Fruhstorfer, 1908 (Region: Inner Tian-Shan)
- alpinus Staudinger, 1887 (Region: Alai)
- daubi Fruhstorfer, 1903 (Region: Ghissar)
- nominate được tìm thấy ở S. Altai, Saur, Tarbagatai and Dzhungarsky Alatau
- aphrodite Bryk et Eisner, 1934 (Region: Ili River valley)

## Hình ảnh

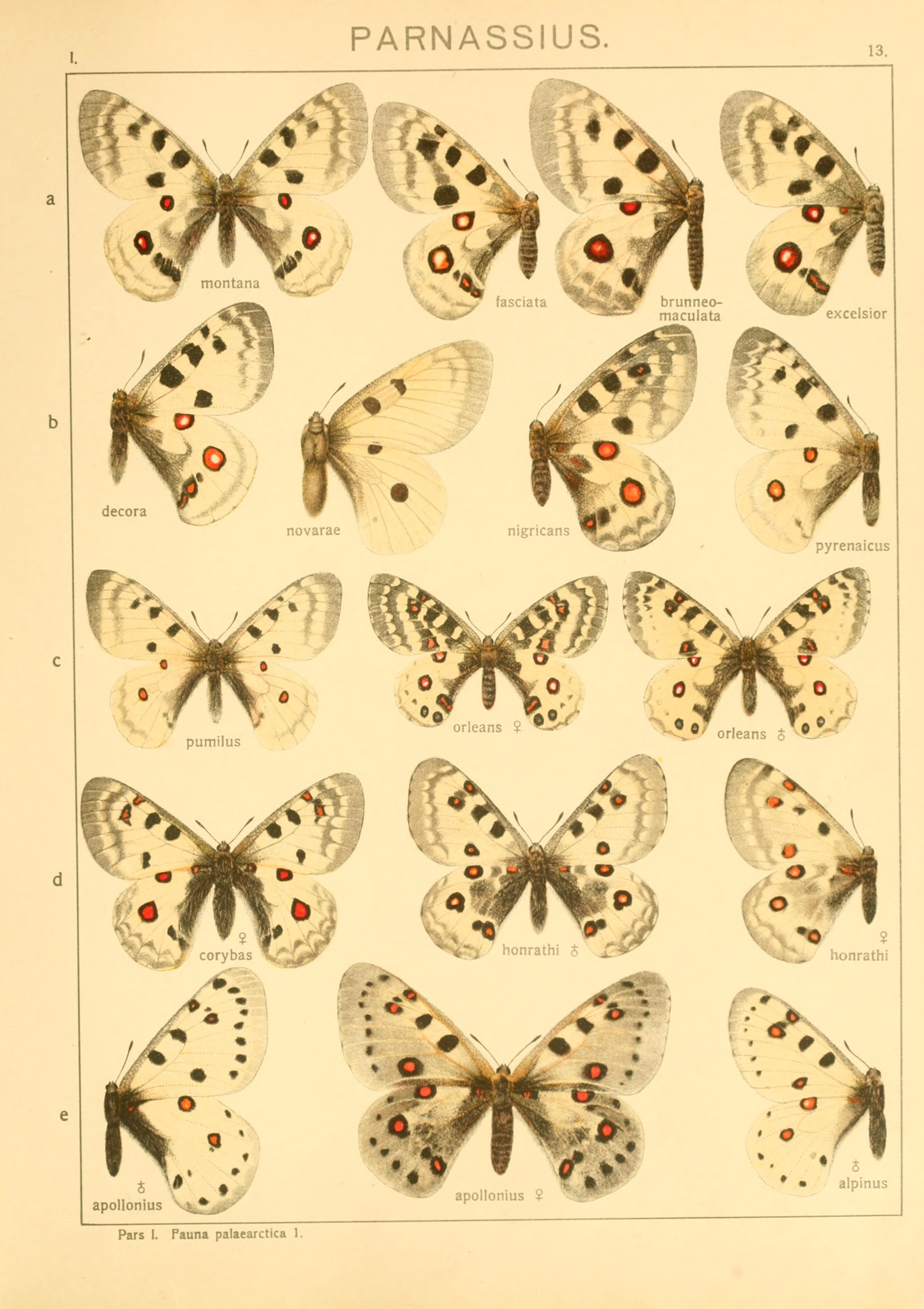
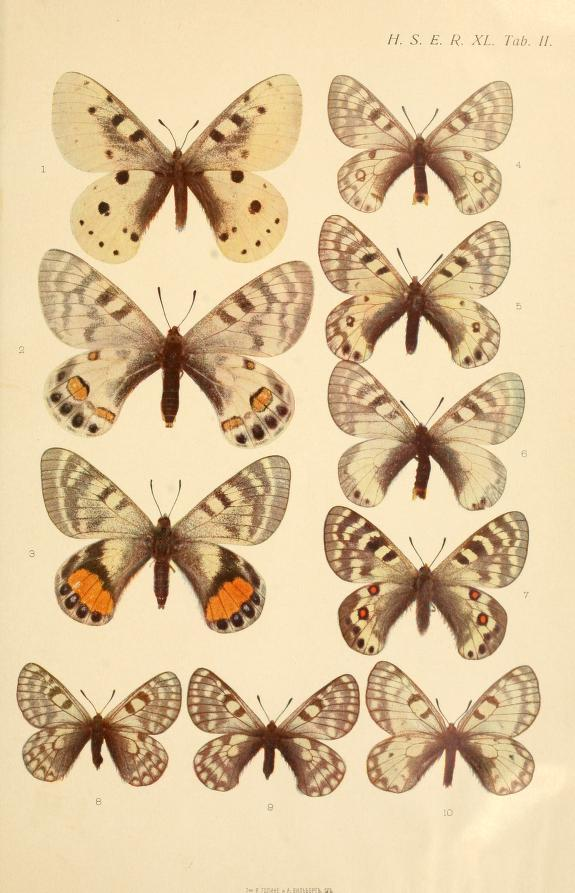